# Rocanville
Rocanville is een plaats (town) in de Canadese provincie Saskatchewan en telt 887 inwoners (2001).